# La zolfara
La zolfara è un film muto italiano del 1912 diretto da Alfredo Robert. Il film è tratto dall'omonimo dramma di Giuseppe Giusti Sinopoli del 1895.